# Société Générale du Crédit Mobilier

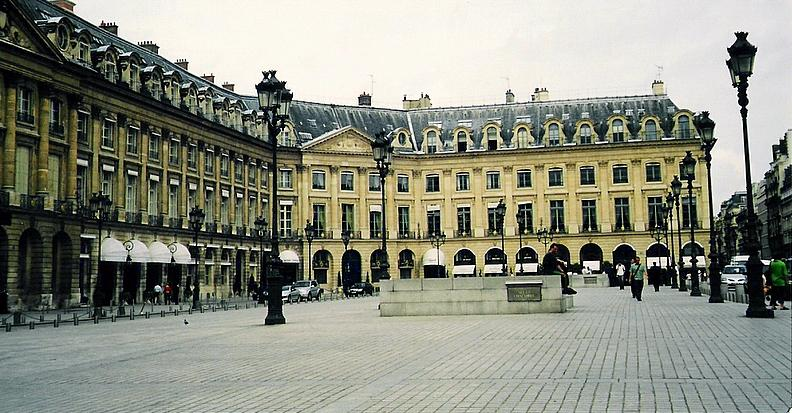
Die ehemalige Zentrale des Crédit mobilier, Place Vendôme, Paris – heute Hôtel Ritz (Paris)

Die Sociéte générale de Crédit mobilier, kurz Crédit mobilier, war eine von 1852 bis 1870 existierende französische Bank. Sie wurde am 18. November 1852 mit wohlwollender Förderung durch den Präsidenten Louis Napoleon gegründet, der sich wenige Wochen darauf zum Kaiser proklamierte. Als Proponenten traten die Brüder Émile Pereire und Isaac Pereire auf. Grundgedanke des Crédit mobilier war es, auf breiter Basis Bürgerkapital zu sammeln und dieses für produktive Investitionen (vor allem im Eisenbahnbau, im Versicherungswesen und bei städtischer Infrastruktur) ertragbringend einzusetzen. Der Crédit mobilier übte einen modernisierenden Einfluss auf das europäische Finanzwesen aus und kann daher als ein Vorläufer der modernen Aktienbanken gelten.

## Geschichte

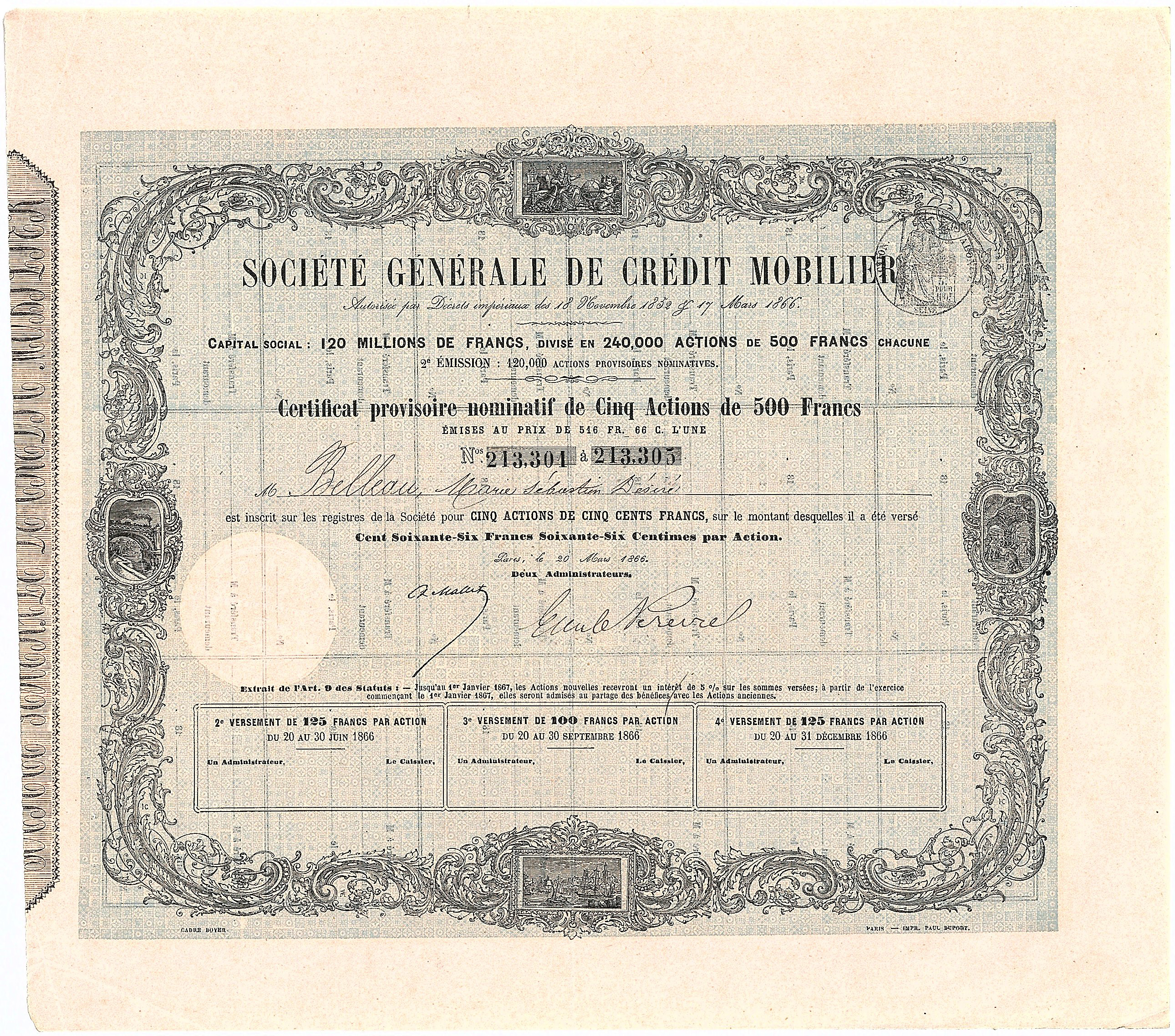
Namenszertifikat über 5 Aktien zu 500 Francs der Société Générale de Crédit Mobilier, ausgegeben am 20. März 1866, eigenhändig unterschrieben von Émile Pereire

Sowohl Louis Napoleon als auch die Brüder Péreire waren beeinflusst von den Lehren des Wirtschaftstheoretikers Henri de Saint-Simon, der besonderes Gewicht auf die Förderung der industriellen Entwicklung und die Zentralisierung des Kreditwesens legte. Die bisherige Hochfinanz, die vornehmlich den Staatskredit pflegte (etwa das Haus Rothschild), sah diese Bestrebungen mit Misstrauen. Der Crédit mobilier erzielte aber in den ersten Jahren des Zweiten Kaiserreichs, nicht zuletzt dank der Garantien der Regierung, fulminante Erfolge. Es entstand ein gigantischer Mischkonzern.
Die Bank finanzierte Eisenbahn- und Industrieprojekte in Frankreich, Spanien, in der Donaumonarchie, aber auch die Pariser Weltausstellungen, den öffentlichen Verkehr mit Pferdeomnibussen und die Gasbeleuchtung. Freilich kam es angesichts dieser Anfangserfolge auch zu einer Überhitzung der Spekulation mit Papieren der Bank.
1856 erreichte die Aktie von Crédit mobilier mit einem Nominalwert von 500 Francs mit einem Kurs von 2000 Francs ihren Höchstwert. Der allzu weit gespannte Charakter der Aktivitäten des Crédit mobilier und seine gefährliche Nähe zur riskanten Weltmachtpolitik von Napoleon III. führten allerdings zu seinem Niedergang. 1866 verschärfte sich die Krise nach einer Fehlspekulation des Crédit mobilier in österreichischen Staatspapieren, die nach der militärischen Niederlage bei Königgrätz im selben Jahr stark an Wert verloren. Eine Verdoppelung des Aktienkapitals durch die Emission von 120.000 Aktien sollte die Bank aus ihrer bedrängten Lage retten. Doch vergebens: Trotz des Zuflusses von 60 Millionen Francs wurden die Aktien der Bank im Folgejahr nur noch zu weniger als 10 Prozent ihres Maximalwertes gehandelt. So kam es 1867 zu einer geordneten Liquidation.